# Правителство на Андрей Луканов 1
Първото правителство на Андрей Луканов е седемдесет и деветото правителство на Народна република България, назначено с Укази № 161, № 217 и № 218 на Държавния съвет от 8 февруари 1990 г. и избрано от 14-ата сесия на Деветото народно събрание. То е оглавявано от Андрей Луканов (БСП) и управлява страната до 21 септември 1990 г., след което е наследено от второто правителство на Андрей Луканов.

## Политика
Правителството управлява страната малко повече от седем месеца в изключително динамична политическа обстановка. Провеждат се заседанията на Националната кръгла маса, на която се определят основните насоки за развитието на България (до поемането на министър-председателския пост Луканов ръководи делегацията на БКП/БСП на заседанията). Не спира провеждането на митинги, шествия, започва издаването на нови вестници, създават се нови политически организации. В същото време старите тоталитарни политически партии и организации се преименуват по примера на БСП: Отечественият фронт в Отечествен съюз, Димитровският комунистически младежки съюз в Българска демократична младеж.
На 29 март 1990 г. правителството налага мораториум върху обслужването на външния дълг, обявявайки държавен банкрут. Освен това правителството либерализира банковото дело, външната търговия, трансформира всички външни задължения като държавен дълг и установява плаващ курс на лева.
През юни се провеждат избори за Седмо велико народно събрание, донесли изборна победа на БСП. Това поражда повишено обществено недоволство, намерило израз в провеждането на окупационни и седящи стачки (вж. Град на истината). Започването на работата на парламента през юли не допринася за успокояване на обстановката и напрежението достига кулминация в опожаряването на Партийния дом на 26 август. Поради това правителството не се решава да започне тежките икономически реформи. Андрей Луканов подава оставката на правителството и се опитва цял месец да уговори СДС да включи свои представители в новото правителство, но не успява и сформира втори теснопартиен кабинет.
През есента на 1990 г. към политическото противопоставяне се добавят трудности в снабдяването, тъй като производителите очакват либерализация на цените и задържат стоките, докато магазините се изпразват и се появяват опашки за най-необходимите продукти. През септември са въведени купони за хранителни стоки.

## Съставяне
Кабинетът, оглавен от Андрей Луканов, е образуван от политически дейци на БСП и 1 независим експерт.

### Кабинет
Сформира се от следните 21 министри и един председател:
| министерство                                             | име | име                    | партия     |
| -------------------------------------------------------- | --- | ---------------------- | ---------- |
| председател на Министерския съвет                        |     | Андрей Луканов         | БСП        |
| зам. председател на Министерския съвет                   |     | Чудомир Александров    | БСП        |
| зам. председател на Министерския съвет, финанси          |     | Белчо Белчев           | БСП        |
| зам. председател на Министерския съвет, народна просвета |     | Константин Косев       | БСП        |
| зам. председател на Министерския съвет                   |     | Нора Ананиева          | БСП        |
| народна отбрана                                          |     | Добри Джуров           | БСП        |
| външни работи                                            |     | Бойко Димитров         | БСП        |
| вътрешни работи                                          |     | Атанас Семерджиев      | БСП        |
| икономика и планиране                                    |     | Иван Тенев             | БСП        |
| индустрия и технологии                                   |     | Кръстю Станилов        | БСП        |
| външноикономически връзки                                |     | Петър Башикаров        | БСП        |
| търговия и услуги                                        |     | Екатерина Маринова     | БСП        |
| народно здраве и социални грижи                          |     | Иван Черноземски       | безпартиен |
| наука и висше образование                                |     | Асен Хаджиолов         | БСП        |
| земеделие и хранителна промишленост                      |     | Тодор Пандов           | БСП        |
| строителство, архитектура и благоустройство              |     | Иван Кръстев           | БСП        |
| правосъдие                                               |     | Пенчо Пенев            | БСП        |
| транспорт                                                |     | Веселин Павлов         | БСП        |
| председател на Комитета за държавен и народен контрол    |     | Георги Георгиев        | БСП        |
| околна среда                                             |     | Александър Александров | БСП        |
| култура                                                  |     | Кръстю Горанов         | БСП        |
| министър без портфейл1                                   |     | Стефан Стоилов         | БСП        |

- 1: – отговарящ за икономическата реформа.

### Промени в кабинета

#### от 23 март 1990
- Създадено е Министерство на индустрията, търговията и услугите с Решение на IX народно събрание от 23 март 1990 г.

| министерство                 | име | име                | партия |
| ---------------------------- | --- | ------------------ | ------ |
| индустрия, търговия и услуги |     | Екатерина Маринова | БСП    |

#### от 2 август 1990
| министерство    | име | име                   | партия |
| --------------- | --- | --------------------- | ------ |
| вътрешни работи |     | Стоян Стоянов1 (и.д.) | БСП    |

- 1: – назначен със заповед на Министерския съвет.

#### от 5 септември 1990
- Тъй като министърът на вътрешните работи Атанас Семерджиев е избран от ВНС (2 август 1990 г.) вицепрезидент на България, на неговото място е избран Стоян Стоянов (зам. министър на вътрешните работи) до 5 септември 1990 г. Пенчо Пенев, бивш министър на правосъдието в същото правителство, е избран на същата дата за министър на вътрешните работи. Неговото място заема временно Ангел Джамбазов.

| министерство    | име | име                     | партия |
| --------------- | --- | ----------------------- | ------ |
| вътрешни работи |     | Пенчо Пенев             | БСП    |
| правосъдие      |     | Ангел Джамбазов1 (и.д.) | БСП    |

- 1: – назначен със заповед на Министерския съвет.

#### от 21 септември 1990
- Министерство на заетостта и социалните грижи е създадено с Решение на VII велико народно събрание от 21 септември 1990 г.